# Martin Ferdinand Quadal

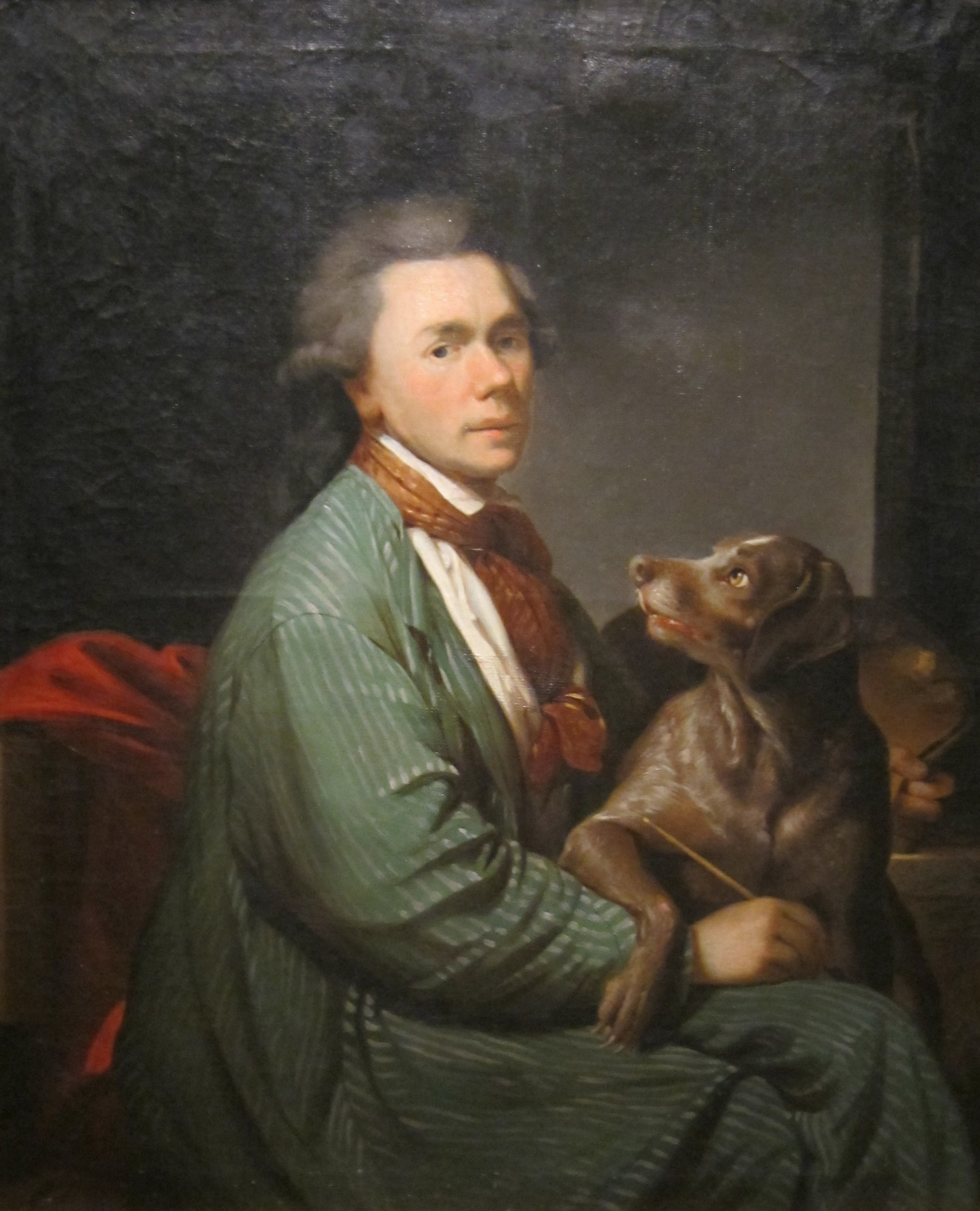
Autoritratto di Quadal, 1788, (Cincinnati Art Museum)

Martin Ferdinand Quadal (Mohelnice, 28 ottobre 1736 – San Pietroburgo, 10 gennaio 1811) è stato un pittore, incisore e docente austriaco.

## Biografia
Martin Ferdinand Quadal - noto anche come Chwátal, o Chvátal, o Chcoatal - si è distinto in particolare come pittore animalista. Dalla natìa Moravia si trasferì a Vianna, dove rimase dal 1758 al 1762, per frequentare l'Accademia di belle arti. Era ancora molto giovane, quando visitò Parigi, nel 1767; poi andò a Londra, dove rimase dal 1771 al 1773. Viaggiò, instancabilmente, in Francia, in Italia, in Germania, in Russia. Nel 1779 era a Dublino. Il suo Grand Tour in Italia si svolse dal 1783 al 1784 (Firenze, Roma, Napoli). Quadal trascorse poi a Vienna un altro lungo periodo, dal 1786 al 1790 e, dopo un lungo soggiorno in Inghilterra e in Olanda, andò a San Pietroburgo, dove insegnò alla locale Accademia di belle arti.
Prediligeva, oltre ad animali domestici e selvatici, dipingere soggetti storici, scene militari e di genere. Fu anche un abile e richiesto ritrattista. Un suo Autoritratto, dipinto durante il soggiorno in Italia, nel 1785 circa, fu donato dall'autore al Granduca di Toscana ed è presente nella Collezione di autoritratti agli Uffizi.

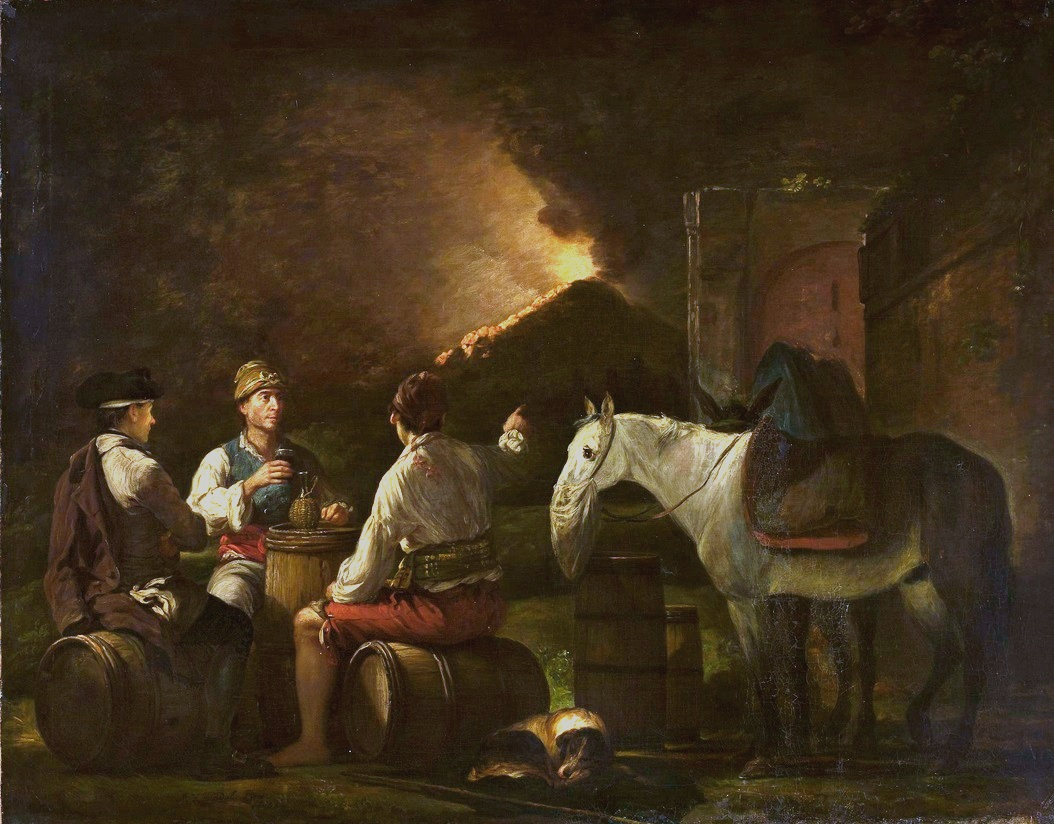
Quadal, Bevitori di vino, 1786 (Museo nazionale di Varsavia)

### Opere
- Ritratto di suonatore di flauto, 1777,  Tate Gallery, Londra
- Gruppo di gatti
- Ragazzo con cane
- Studi di animali domestici e selvatici
- Ritratto di Gennaro Rossi, canettiere di Ferdinando IV di Borbone, con cani e cinghiali, 1784, Reggia di Caserta
- Ritratto di Domenico Salerno, canettiere di Ferdinando IV di Borbone, con cani e cacciagione, 1784, Reggia di Caserta